# Kanton Allanche
Kanton Allanche (fr. Canton d'Allanche) je francouzský kanton v departementu Cantal v regionu Auvergne. Tvoří ho 11 obcí.

## Obce kantonu
- Allanche
- Charmensac
- Joursac
- Landeyrat
- Peyrusse
- Pradiers
- Sainte-Anastasie
- Saint-Saturnin
- Ségur-les-Villas
- Vernols
- Vèze